# Casa de Pilatos (Lima)
La Casa de Pilatos es un edificio ubicado en Lima, Perú, que actualmente funciona como la sede de facto del Tribunal Constitucional. Fue declarada Patrimonio Cultural de la Nación.

## Ubicación
La casa de Pilatos se ubica en el jirón Áncash 390, en el distrito de Lima, frente a la Basílica de San Francisco.

## Historia
Existen dos teorías sobre el origen de su nombre: una hace referencia a su similitud estructural a una casa homónima ubicada en Sevilla (España), mientras que otra la recoge Ricardo Palma en sus Tradiciones Peruanas, donde relata la historia de un  acaudalado comerciante sefardí, de origen portugués, Manuel Bautista Pérez, que residía en casa como inquilino. Tras una denuncia, fue acusado por el Tribunal de la Inquisición de llevar a cabo ceremonias profanas con imágenes sagradas y posteriormente fue motejado como "Pilatos". En 1639 fue condenado a la hoguera tras el previo auto-de-fe.
Fue construida alrededor del año 1590; la segunda planta fue reconstruida a mediados del siglo XIX. Ricardo Palma sostiene que Jerónimo Ruiz de Portillo, Superior de los jesuitas, delineó los planos de la casa, que la había encargado un acaudalado comerciante, apellidado Esquivel, que tenía buenas relaciones con los jesuitas, y que a través de unos pasajes subterráneos la casa se comunicaba con el Convento de San Pedro, ocupado entonces por la Societas Jesu. La casa fue restaurada en el siglo XX por Héctor Velarde Bergmann.
La casa ha sido ocupada por diversas familias de la aristocracia limeña, siendo incluso morada de los marqueses de San Lorenzo del Vallehumbroso quienes se trasladaron a este inmueble en 1780 dejando su casona en el Cusco. hasta que el estado peruano la compró durante el segundo gobierno de Manuel Prado Ugarteche. 
Fue sede de la Casa de la Cultura del Perú, predecesor del Instituto Nacional de Cultura del Perú, durante el gobierno militar de Ricardo Pérez Godoy. Luego acogió por buen tiempo al  Instituto Nacional de Cultura. A partir de la promulgación de la Constitución de 1993, se instaló la sede de Lima del Tribunal Constitucional de Perú en 1996.

## Descripción
Destacan su portada de piedra, única de su tipo en la ciudad, el zaguán de dos tramos y la escalera imperial, que separa el patio principal del traspatio, colocada en el eje central de la vivienda.

#### Libros y publicaciones
- Angles Vargas, Víctor (1983). Historia del Cusco (Cusco Colonial) Tomo II Libro Segundo. Lima: Industrialgráfica S.A.

- Datos: Q42848878
- Multimedia: Casa de Pilatos, Lima / Q42848878